# El Izote, Guerrero
El Izote är en ort i Mexiko.   Den ligger i kommunen Acatepec och delstaten Guerrero, i den sydöstra delen av landet, 240 km söder om huvudstaden Mexico City. El Izote ligger 2 028 meter över havet och antalet invånare är 288.
Terrängen runt El Izote är kuperad åt sydost, men åt nordväst är den bergig. Runt El Izote är det ganska glesbefolkat, med 42 invånare per kvadratkilometer. Närmaste större samhälle är Acatepec, 2,2 km väster om El Izote. I omgivningarna runt El Izote växer huvudsakligen savannskog.